# Подвійна бухта
Подві́йна бухта (крим. Ekilik körfezi, стара назва Потрійна) — розташована на південний захід від Круглого мису, за 3 км на північний схід від мису Херсонес, складається Козачої і Солоної бухт. Назва Потрійна з'явилася у зв'язку з тим, що ця ділянка морської акваторії, розташована між мисами Західний і Східний, був місцем злиття трьох бухт: Комишевої, Козачої та Солоної. Після будівництва захисних молів Комишевої бухти ця назва втратила сенс, оскільки східна частина акваторії Потрійної бухти увійшла до складу акваторії бухти Комишевої. Частина Потрійной бухти, що залишилася за межами західного захисного молу, в даний час фактично є Подвійною, оскільки утворена від злиття Козачої та Солоної бухт.

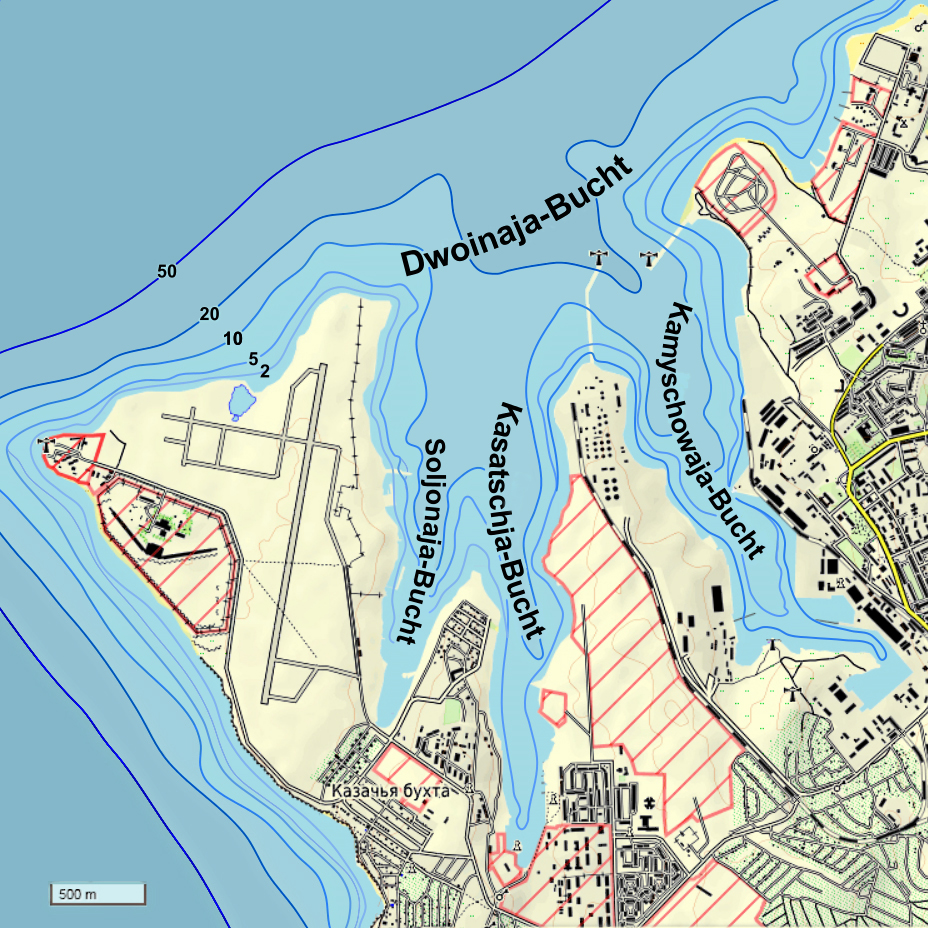
Дворічна бухта

З 7 вересня 2023 року місцевість передана до Бахчисарайського району Автономної Республіки Крим.